# Neoglyphidodon
Neoglyphidodon là một chi cá biển thuộc phân họ Pomacentrinae nằm trong họ Cá thia. Những loài trong chi này được tìm thấy chủ yếu ở Tây Thái Bình Dương (thưa thớt hơn ở Đông Ấn Độ Dương), riêng N. melas có phạm vi phân bố rộng khắp khu vực Ấn Độ Dương - Thái Bình Dương.

## Từ nguyên
Tiền tố neo bắt nguồn từ néos (νέος) trong tiếng Hy Lạp cổ đại, mang nghĩa là "mới, trẻ", còn glyphidodon là một chi cũ trong họ Cá thia (hiện là đồng nghĩa thứ cấp của Abudefduf).

## Các loài
Có 9 loài được công nhận trong chi này, bao gồm:
- Neoglyphidodon bonang (Bleeker, 1852)
- Neoglyphidodon carlsoni (Allen, 1975)
- Neoglyphidodon crossi Allen, 1991
- Neoglyphidodon melas (Cuvier, 1830)
- Neoglyphidodon mitratus Allen & Erdmann, 2012
- Neoglyphidodon nigroris (Cuvier, 1830)
- Neoglyphidodon oxyodon (Bleeker, 1858)
- Neoglyphidodon polyacanthus (Ogilby, 1889)
- Neoglyphidodon thoracotaeniatus (Fowler & Bean, 1928)

## Tham khảo

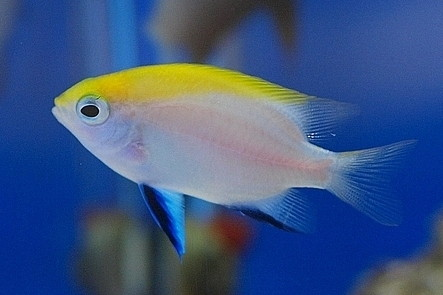
N. melas (cá con)